# Ludwig Bernhard
Ludwig Bernhard (ur. 6 lipca 1875 w Berlinie, zm. 16 stycznia 1935 tamże) – niemiecki ekonomista.

## Życiorys
Był synem Leopolda (fabrykanta, protestanta pochodzenia żydowskiego) i Clary.
Studiował politologię i inżynierię mechaniczną w Monachium i Berlinie. Habilitował się w Berlinie. Od 1903 był wykładowcą na Freidrich-Wilhelms-Universität w Berlinie, a od 1904 profesorem na Akademii Królewskiej w Poznaniu. W 1906 został profesorem zwyczajnym na Uniwersytecie w Greifswaldzie, a w 1907 na Uniwersytecie w Kolonii. W 1909 wrócił do Berlina, gdzie objął stanowisko profesora nauk politycznych na Friedrich-Wilhelms-Universität.
Początkowo zajmował się zagadnieniami płacowymi, a następnie poświęcił się kwestii walki narodowej z Polakami, w tym sposobami eliminacji ich z życia gospodarczego Prus. Bezpośrednio przed wybuchem I wojny światowej włączył się w dyskurs na temat niemieckiej polityki społecznej, krytykując ją, m.in. za „histerię emerytalną“. W ostatnich latach życia studiował zagadnienia związane z gospodarką faszystowską.
Mimo ewidentnie niechętnego nastawienia do Polaków jego praca Die Polenfrage (1907) stanowiła wyraźną pochwałę polskiej aktywności organizacyjnej. Wskazywała też na polskie duchowieństwo, jako na warstwę bardzo istotną w kierowaniu polskim systemem organizacyjnym oraz na zręczność polskich kół kierowniczych w wykorzystaniu pruskiego prawa do osiągania polskich celów narodowych. Konsekwentnie proponował nasilanie niemieckiej kolonizacji w Wielkopolsce – miała ona dążyć do zmiany stosunków narodowościowych na ziemiach zaboru pruskiego.

## Wybrane dzieła
Napisał m.in.:
- Die Polenfrage. Das polnische Gemeinwesen im der Provinz Posen (1907, 1910),
- Die Städtepolitik im Gebiet des deutsch-polnischen Nationalitätenkampfes (1909),
- Die Polenfrage: der Nationalitätenkampf der Polen in Preussen (1920),
- Zur Polenpolitik des Königreichs Preussen (1923),
- Das System Mussolini (1924),
- Der "Hugenberg-Konzern": Psychologie und Technik einer Grossorganisation der Presse (1928)[4].